# Anagasto (patrício)
Anagasto ou Anagastes (em latim: Anagastus; em grego medieval: Αναγάστης) foi um nobre bizantino de provável origem gótica que esteve ativo em meados do século VI. Talvez fosse descendente do oficial homônimo que esteve ativo no século V. Era pai de Romano e foi patrício.